# Jaktkritikerna
Jaktkritikerna, tidigare Riksföreningen hänsynsfull jakt, är en ideell och opolitisk förening som bildades 1987. 
Föreningen arbetar för att värna de vilda djuren mot framför allt den förföljelse och skadeskjutning som jakten innebär. Föreningen anser att jakten bör begränsas till de arter som gör allvarlig skada, och att jakten bör bedrivas med metoder som medför minsta risk för stress och fysiska skador. 
Föreningen deltar i den svenska debatten om jaktfrågor, bland annat genom att utarbeta remissvar i frågor som rör jakt. Jaktkrikerna ger ut tidningen Jaktdebatt med fyra nummer per år.